# Controller Area Network
Il Controller Area Network, noto anche come CAN-bus, è uno standard seriale per bus di campo (principalmente in ambiente automotive), di tipo multicast, introdotto negli anni ottanta dalla Robert Bosch GmbH, per collegare diverse unità di controllo elettronico (ECU). Il CAN è stato espressamente progettato per funzionare senza problemi anche in ambienti fortemente disturbati dalla presenza di onde elettromagnetiche e può utilizzare come mezzo trasmissivo una linea a differenza di potenziale bilanciata come la RS-485. L'immunità ai disturbi EMC può essere ulteriormente aumentata utilizzando cavi a doppino intrecciato.
Sebbene inizialmente applicata in ambito automotive, come bus per autoveicoli, attualmente è usata in molte applicazioni industriali di tipo embedded, dove è richiesto un alto livello di immunità ai disturbi. Il bit rate può raggiungere 1 Mbit/s per reti lunghe meno di 40 m. Velocità inferiori consentono di raggiungere distanze maggiori (ad es. 125 kbit/s per 500 m). Il protocollo di comunicazione del CAN è standardizzato come ISO 11898-1 (2015). Questo standard descrive principalmente lo strato (layer) di scambio dati (data link layer), composto dallo strato sottostante (sublayer) "logico" (Logical Link Control, LLC) e dallo strato sottostante del Media Access Control, (MAC) e da alcuni aspetti dello strato "fisico" (physical layer) descritto dal modello ISO/OSI (ISO/OSI Reference Model). I protocolli di tutti gli altri layer sono lasciati alla libera scelta del progettista della rete.

## Trasmissione dati
Il CAN trasmette dati secondo un modello basato su bit "dominanti" e "recessivi", in cui i bit dominanti sono gli 0 logici e i bit recessivi sono gli 1 logici. Se un nodo trasmette un bit dominante e un altro un bit recessivo, allora il bit "dominante" "vince" fra i due (realizzando una combinazione AND logico).
|           | dominante | recessivo |
| --------- | --------- | --------- |
| dominante | dominante | dominante |
| recessivo | dominante | recessivo |

|   | 0 | 1 |
| - | - | - |
| 0 | 0 | 0 |
| 1 | 0 | 1 |

Con questa tecnica, quando viene trasmesso un bit recessivo, e contemporaneamente un altro dispositivo trasmette un bit dominante, si ha una collisione, e solo il bit dominante è visibile in rete (tutte le altre collisioni sono invisibili). In pratica avviene che un bit dominante è "asserito" dalla generazione di una tensione fra i conduttori, mentre un bit recessivo è semplicemente ignorato. Si è così sicuri che ogni volta che si impone una differenza di potenziale, tutta la rete la rileva, e quindi "sa" che si tratta di un bit dominante.
Solitamente, quando usata in un bus differenziale, si applica lo schema CSMA/BA (Carrier Sense Multiple Access/Bitwise Arbitration): se due o più dispositivi incominciano a trasmettere contemporaneamente, si applica un meccanismo di arbitraggio basato sulla priorità per decidere a quale dispositivo permettere di proseguire la trasmissione. Durante la trasmissione, ogni nodo in trasmissione controlla lo stato del bus e confronta il bit ricevuto con il bit trasmesso. Se un bit dominante è ricevuto mentre un bit recessivo è trasmesso il nodo interrompe la trasmissione (ossia perde l'arbitrato). L'arbitrato è eseguito durante la trasmissione del pacchetto dei dati di identificazione del nodo. I nodi che incominciano contemporaneamente a trasmettere inviano un ID dominante a 0 binario, che incomincia con il bit alto. Non appena il loro ID è rappresentato da un numero più grande (quindi a priorità minore) i nodi stessi inviano un bit 1 (recessivo) e aspettano la risposta di uno 0 (dominante), quindi interrompono la trasmissione. Al termine dell'invio degli ID, tutti i nodi sono tornati allo stato di OFF, e il messaggio con la priorità corrente massima può liberamente transitare.

## I frame
Tutti i frame (detti anche "messaggi") incominciano con un bit di "start-of-frame" (SOF).
I frame del CAN possono essere di quattro tipi:
- Data frame: frame contenente i dati che il nodo trasmette.
- Remote frame: frame che richiede la trasmissione di un determinato identificatore.
- Error frame: frame trasmesso da un qualsiasi nodo che ha rilevato un errore.
- Overload frame: frame che introduce un ritardo fra data frame e/o remote frame.

### Data frame
Sono i frame che eseguono l'effettiva trasmissione dei dati. I messaggi possono avere due formati:
- Base frame format: con 11 bit di identificazione.
- Extended frame format: con 29 bit di identificazione.

Lo standard CAN deve obbligatoriamente riconoscere il formato base frame e può opzionalmente riconoscere il formato extended frame format (che, tuttavia, deve essere tollerato).
Il CAN base permette 211 = 2 048 tipi di messaggi diversi, ma da specifiche Bosch se ne possono usare solo 2 031. Nella versione extended si possono avere fino a 229 = 536 870 912 tipi di messaggi.

#### Formato del Base frame
Il formato del Base frame ha la seguente struttura:
| Nome del campo                          | Lunghezza (numero di bit) | Funzione                                                                                                   |
| --------------------------------------- | ------------------------- | --- |
| Start-of-frame                          | 1                         | Indica l'avvio della sequenza di trasmissione                                                              |
| Identificatore                          | 11                        | Identificatore (unico) dei dati                                                                            |
| Richiesta remota di trasmissione (RTR)  | 1                         | Deve essere un bit dominante                                                                               |
| Bit aggiuntivo di identificazione (IDE) | 1                         | Deve essere un bit dominante                                                                               |
| Bit riservato (r0)                      | 1                         | Riservato                                                                                                  |
| Codice di lunghezza dati (DLC)          | 4                         | Numero di byte per codificare ciascun dato (0-8 byte)                                                      |
| Campo dati                              | 0-8 byte                  | Dati da trasmettere (la lunghezza è specificata dal campo DLC)                                             |
| CRC                                     | 15                        | Controllo di parità a ridondanza                                                                           |
| delimitatore CRC                        | 1                         | Deve essere un bit recessivo                                                                               |
| Slot ACK                                | 1                         | Il trasmettitore invia un bit recessivo e ogni ricevitore può confermare la ricezione con un bit dominante |
| Delimitatore ACK                        | 1                         | Deve essere un bit recessivo                                                                               |
| End-of-frame (EOF)                      | 7                         | Devono essere bit recessivi                                                                                |

Un vincolo imposto al campo dell'identificatore è che i primi 7 bit non possono essere tutti recessivi.

#### Formato dell'Extended frame
Il formato dell'Extended Frame ha la seguente struttura:
| Nome del campo                          | Lunghezza (numero di bit) | Funzione                                                                                                   |
| --------------------------------------- | ------------------------- | --- |
| Start-of-frame                          | 1                         | Indica l'avvio della sequenza di trasmissione                                                              |
| Identificatore A                        | 11                        | Prima parte dell'identificatore (unico) dei dati                                                           |
| Richiesta remota sostitutiva (SRR)      | 1                         | Deve essere un bit recessivo                                                                               |
| Bit aggiuntivo di identificazione (IDE) | 1                         | Deve essere un bit recessivo                                                                               |
| Identificatore B                        | 18                        | Seconda parte dell'identificatore (unico) dei dati                                                         |
| Richiesta remota di trasmissione (RTR)  | 1                         | Deve essere un bit dominante                                                                               |
| Bit riservati (r1 & r0)                 | 2                         | Riservati                                                                                                  |
| Codice di lunghezza dati (DLC)          | 4                         | Numero di byte del dato (0-8 byte)                                                                         |
| Campo dati                              | 0-8 byte                  | Dati da trasmettere (lunghezza specificata dal campo DLC)                                                  |
| CRC                                     | 15                        | Controllo di parità a ridondanza                                                                           |
| Delimitatore CRC                        | 1                         | Deve essere un bit recessivo                                                                               |
| Slot ACK                                | 1                         | Il trasmettitore invia un bit recessivo e ogni ricevitore può confermare la ricezione con un bit dominante |
| Delimitatore ACK                        | 1                         | Deve essere un bit recessivo                                                                               |
| End-of-frame (EOF)                      | 7                         | Devono essere bit recessivi                                                                                |

I due identificatori (A e B) combinati, formano un unico identificatore di 29 bit.

### Remote Frame
Il Remote Frame è identico al Data Frame, eccetto che:
- il bit RTR posto allo stato di bit recessivo,
- il campo lunghezza dati contiene il numero di Byte (relativi al payload del pacchetto) richiesti al data frame.

### Error Frame
L'Error Frame è composto da due campi:
- il primo è formato dalla combinazione dei flag di errore attivati da uno dei nodi collegati alla rete;
- il secondo è il cosiddetto "delimitatore di errore" (Error Delimiter)

Esistono due tipi di Error Flag:
- Active Error Flag: trasmessi da un nodo che ha rilevato un errore di rete, e che si trova nello stato di "error active";
- Passive Error Flag: trasmessi da un nodo che ha rilevato la presenza sulla rete di un Active Error Flag, e che si trova nello stato di "error passive".

### Overload frame
Overload frame contiene due campi: Overload Flag e Overload Delimiter. Esistono due condizioni di overload che possono determinare la trasmissione di un overload flag:
1. Stato del ricevitore, che richiede un ritardo di trasmissione dal successivo data frame o remote frame,
2. Viene rilevato un bit dominante durante un intervallo nella trasmissione.
Un overload frame dovuto al caso 1 è consentito solo per essere avviato al momento del primo bit di un intervallo previsto, mentre un overload frame dovuto al caso 2 incomincia un bit dopo aver rilevato il bit dominante. L'Overload Flag è costituito da sei bit dominanti (tutti pari a 0). La forma complessiva è come quella di un active error flag, che azzera i campi intervalli. Conseguentemente, anche gli altri nodi della rete rilevano una condizione di overload e trasmettono un overload flag. L'overload Delimiter è costituito da 8 bit recessivi (tutti pari a 1) e ha la stessa forma di un "delimitatore di errore" (Error Delimiter).

## Bit stuffing
Consiste nell'inserire un bit di valore opposto dopo cinque bit consecutivi dello stesso valore. Questa pratica è chiamata bit stuffing (letteralmente riempimento di bit), ed è necessaria a causa della codifica utilizzata nel frame, di tipo NRZ (Non Return to Zero), che in caso di valori consecutivi uguali mantiene lo stesso valore di tensione e non genera transizioni utili a risincronizzare i dispositivi comunicanti. I frame sottoposti a questa operazione vengono poi "decodificati" dal ricevitore, che rimuove i bit precedentemente inseriti. Di conseguenza, quando vengono ricevuti sei bit uguali consecutivi dello stesso valore (111111 oppure 000000), essi vengono considerati un errore. Il bit stuffing implica che i frame dati trasmessi possono essere più grandi di quelli che ci si potrebbe aspettare dall'applicazione delle tabelle soprariportate.

## Standard ISO applicabili
- ISO 11898-2:2003: CAN ad alta velocità
- ISO 11898-3:2006: CAN fault-tolerant (a bassa velocità)
- ISO 11992-1:2003: CAN fault-tolerant per autoveicoli
- ISO 11898-5:2007: CAN alta velocità/selective wake-up
- SAE J2411: CAN single-wire CAN (SWC)

Lo standard ISO 11898-2 utilizza per i segnali una linea bilanciata a due fili. È il layer fisico più usato in applicazioni per autotrazione e controlli industriali.
Lo standard ISO 11898-4 definisce il tipo di comunicazione del CAN detto time-triggered (TTCAN), basato su un protocollo di layer fornito di un orologio di sistema per schedulare l'inoltro dei messaggi.

## Layer applicativi
Poiché lo standard CAN non prevede di per sé protocolli di livello applicativo, come ad esempio il controllo di flusso, l'indirizzamento dei dispositivi collegati al bus e la trasmissione di blocchi dati più grandi di un singolo messaggio hanno richiesto l'implementazione di appositi protocolli di livello applicativo. Fra questi si annoverano DeviceNet, CANopen, CANaerospace, SDS e CAN Kingdom.